# Beaver (Arkansas)
Beaver is een plaats (town) in de Amerikaanse staat Arkansas, en valt bestuurlijk gezien onder Carroll County.

## Demografie
Bij de volkstelling in 2000 werd het aantal inwoners vastgesteld op 95.
In 2006 is het aantal inwoners door het United States Census Bureau geschat op 117.

## Geografie
Volgens het United States Census Bureau beslaat de plaats een oppervlakte van
1,3 km². Beaver ligt op ongeveer 339 m boven zeeniveau.